# Elaphropeza alamaculata
Elaphropeza alamaculata är en tvåvingeart som beskrevs av Yang, Yang och Hu 2002. Elaphropeza alamaculata ingår i släktet Elaphropeza och familjen puckeldansflugor. Inga underarter finns listade i Catalogue of Life.